# Leea asiatica
Leea asiatica är en vinväxtart som först beskrevs av Carl von Linné, och fick sitt nu gällande namn av Colin Ernest Ridsdale. Leea asiatica ingår i släktet Leea och familjen vinväxter. Inga underarter finns listade i Catalogue of Life.